# 朴玟奎
朴 玟奎 （パク・ミンギュ、박민규、1968年 - ）は、韓国の小説家。慶尚南道蔚山市(現・蔚山広域市)出身。

## 略歴
韓国の中央大学校の文芸創作学科卒業。2003年、スーパーマン、バットマン、ワンダーウーマンなどのアメリカの漫画に登場する英雄たちの活躍を通して、アメリカの覇権主義を暴露した長編小説『地球英雄伝説』で「文学トンネ」新人作家賞を受賞した。同年、韓国プロ野球草創時代に最下位チームだったサンミスーパースターズを題材とした長編小説『サンミスーパースターズの最後のファンクラブ』で第8回ハンギョレ文学賞を受賞。同じ年に2つの文学賞を受賞したことで一躍注目を浴びる作家となった。
2005年には、初めての短編集である『カステラ』を刊行した。2007年、老年の虚しさを描いた短編「黄色い川、舟一隻」で第8回李孝石文学賞を受賞した。2010年には自殺を図った男と赤ちゃんを殺そうとした未婚の母を登場させて、命の価値を語った短編「朝の門」で第34回李箱文学賞を受賞した。

## 受賞歴
- 2003年、長編『地球英雄伝説』 文学トンネ新人作家賞
- 2003年、長編『サンミスーパースターズの最後のファンクラブ』 第8回ハンギョレ文学賞
- 2005年、短編集『カステラ』 第23回申東曄（シン・ドンヨプ）創作賞
- 2007年、短編「黄色い川、舟一隻」 第8回李孝石（イ・ヒョソク）文学賞
- 2009年、短編「近く」 第9回黄順元（ファン・スンウォン）文学賞
- 2010年、短編「朝の門」 第34回李箱（イ・サン）文学賞

## 日本語訳作品

### 単行本
- 『カステラ』（ヒョン・ジェフン、斎藤真理子訳、図書出版クレイン、2014年4月、ISBN 9784906681396）短編集
- 『亡き王女のためのパヴァーヌ』（吉原育子訳、クオン、新しい韓国の文学、2015年3月、ISBN 9784904855294）長編
- 『ピンポン』（斎藤真理子訳、白水社、エクス・リブリス、2017年5月、ISBN 9784560090510）長編
  - 『ピンポン』（斎藤真理子訳、白水社、白水Uブックス、2025年3月、ISBN 9784560072585）長編
- 『三美スーパースターズ 最後のファンクラブ』（斎藤真理子訳、晶文社、韓国文学のオクリモノ、2017年11月、ISBN 9784794969804）長編
- 『ダブル SIDE A』（斎藤真理子訳、筑摩書房、2019年11月、ISBN 9784480832122）短編集
- 『ダブル SIDE B』（斎藤真理子訳、筑摩書房、2019年11月、ISBN 9784480832139）短編集

### アンソロジー
- 「ロードキル ―― Roadkill」（渡辺直紀訳、『新潮』2011年6月号） - 企画「文學アジア3×2×4」にて翻訳掲載　短編作品

## 主な作品
- 長編
  - 2003年、지구영웅전설（地球英雄伝説）[2]
  - 2003年、삼미슈퍼스타즈의 마지막 팬클럽（サンミスーパースターズの最後のファンクラブ）
  - 2006年、핑퐁（ピンポン）
  - 2009年、죽은 왕녀를 위한 파반느（亡き王女のためのパヴァーヌ）
- 短編集
  - 2005年、카스텔라（カステラ）
  - 2010年、더블（ダブル）（side Aとside Bの全2巻）
- 短編
  - 2007年、누런 강 배 한 척（黄色い川、舟一隻）
  - 2009年、근처 （近く）
  - 2010年、아침의 문（朝の門）